# Safari Beach
Safari Beach è il quinto album in studio del gruppo torinese dei Mau Mau.

## Descrizione
Si tratta di una vera colonna sonora da viaggio che intreccia calypso e musica brasiliana a sperimentazioni elettroniche.
In questo album si sente forte l'influenza di Casasonica che porta delle sonorità molto diverse dal tipico folk del gruppo piemontese. La canzone Due cuori registra la partecipazione di Sargento Garcia.

## Formazione

### Band
- Luca Morino - voce e chitarra
- Fabio Barovero - fisarmonica e tastiere
- Tatè Nsongan - voce e percussioni
- Josh Sanfelici - basso e chitarra
- Davide Rossi - violino
- Roy Paci - tromba
- Paolo Gep Cucco - batteria e percussioni
- Fred Casadei - contrabbasso e basso

### Musicisti di supporto
- Esmeralda Sciascia - cori
- Sargento Garcia - cori
- il coro La rupe di Quincinetto - cori
- Amik Guerra - trombone
- Gilson Silveira - percussioni
- Boosta - cori
- Alex Majoli - cori
- Loredana Lanciano - cori
- Antonella Ricci - cori
- Daren Morera e Karen Reytor - cori
- Paloma Pearce - cori

## Tracce[2]
1. Temporale – 4:46
2. Due cuori – 5:06
3. Una lunga estate calda – 3:55
4. Gamble Calypso – 3:51
5. Basura – 4:09
6. Venus Nabalera – 5:31
7. C'est la vie – 1:43
8. gwami Moloko – 4:07
9. Chiamami – 2:48
10. Micasa tucasa – 4:18
11. Solo tu – 6:13

Tutte le musiche sono scritte da Fabio Barovero e Luca Morino, tranne:
- C'est la vie e gwami Moloko a cui ai due si aggiunge Josh Sanfelici;
- Chiamami scritta da Morino e Sanfelici.

I testi sono di Luca Morino tranne:
- Due cuori, scritta da Morino e Sargento Garcia;
- Basura, scritta da Morino e Tatè Nsongan.

## Singoli Estratti
- Due Cuori